# Intel Core i7
Intel Core i7 pripada seriji Intel x86-64 procesora za stolna računala, prvi koji je zasnovan na Intel Nehalem mikroarhitekturi i nasljednik Intel Core 2 serije. Svih 7 generacija mainstream procesora ima četiri jezgre i 8 threadova, dok workstation i7 procesori imaju i 6c/12t, 8c/16t i 10c/20t (Core/Thread).
Intel Core i7 procesore imamo za Mainstream platforme te za Workstation (radne sisteme). Razlikuju se u chipsetima i u socketima kojima pripadaju, npr, mainstream procesori koriste 1156, 1155, 1150 i 1151 sockete odnosno Z270, Z170, Z97, Z87, Z77, Z67 (itd) chipsete, dok workstation platforme koriste 1366, 2011 i 2011-3 sockete, odnosno x58, x78 i x99 chipsete. 1156, 1155, 1150, 1366, 2011 koriste DDR3 RAM, dok 1151 i 2011-3 koriste DDR4 RAM.
Dodatne detalje pogledajte na popisu Intel i7 procesora ili službenim stranicama Intela.

## Svojstva
Nehalem mikroarhitektura ima mnogo novih svojstava. 
Svojstva koja se razlikuju od Core 2 procesora su:
- LGA 1366 sučelje, nekompatibilno s prijašnjim procesorima i prvenstveno služi za workstation platfome.
- Memorija je direktno povezana s procesorom, nema više potrebe za FSB-om 
  - Trokanalna memorija, svaki kanal podržava jedan ili dva DDR3 DIMM-a. Matična ploča za Core i7 ima tri, četiri ili šest DIMMutora.
  - Podrška samo za DDR3 memoriju.
  - Ne podržava ECC DRAM.
  - FSB je zamijenjen Intel QuickPath Interconnect sučeljem, matična ploča mora podržavati QPI
- Cache:
  - 32 KB L1 instrukcijski i 32 KB L1 podatkovni cache po jezgri
  - 256 KB L2 cache (kombinirano instrukcijski i podatkovni) po jezgri
  - 8 MB L3 (kombinirano instrukcijski i podatkovni) "inclusive", djeljiv za sve jezgre
- Turbo Boost tehnologija koja omogućava inteligentno povećanje takta jezgre procesora u koracima od 133 MHz, s obzirom na opterećenje pojedinih jezgara (Noviji procesori imaju znatno bolji Turbo Boost 2.0 i 3.0 tehnlogiju.
- Poboljšan Hyper-threading, svaka pojedinačna jezgra može istovremeno izvoditi dvije niti, tako da operativni sustav vidi 8 jezgri
- Samo jedan QPI, neće biti multiprocesorskih matičnih ploča
- 45nm tehnologija izrade, 16 (Haswell i Broadwell) i 14nm (SkyLake i Kabylake)
- 731 milijuna tranzistora. (noviji imaju i do 2 milijarde)
- Poboljšano upravljanje potrošnjom energije, ne korištena jezgra se može isključiti
- Podrška SSE4.2 i SSE4.1 setu instrukcija

O dodatnim svojstvima novijih inačica nećemo pisati ovdje, jer ima već 6 novih generacija koje su izašle.

## Vanjske poveznice
- Intel Core i7 web stranica  Arhivirana inačica izvorne stranice od 8. veljače 2009. (Wayback Machine)
- Intel Core i7 web page
- Intel Core i7 Extreme Edition web page
- Intel Core i7 Processors: Nehalem and X58 Have Arrived - HotHardware Performance Evaluation  Arhivirana inačica izvorne stranice od 6. ožujka 2009. (Wayback Machine)